# Eagle Rock Entertainment
Eagle Rock Entertainment es una empresa independiente de distribución y producción de filmes, DVD, Blu-ray y documentales de música para el cine y la televisión. Principalmente está enfocado a la distribución y remasterización de conciertos en vivo de artistas como Paul McCartney, The Doors, ZZ Top, Gary Moore, Led Zeppelin, The Rolling Stones, Queen, The Who, Elton John, Peter Gabriel, Tina Turner, Nirvana, U2, Metallica, Eminem y Jeff Beck, entre muchos otros.
Además, posee varias subsidiarias como los sellos discográficos Eagle Records y Armoury Records, la compañía de producción Eagle Rock Productions y la filial de edición musical Eagle i-Music.
En 2011 la compañía ganó un premio Grammy por el documental When You're Strange de The Doors y hasta el 2012 sus lanzamientos en DVD habían obtenido más de 38 discos multiplatinos, 50 discos de platino y más de 100 discos de oro a nivel mundial.

## Historia
Fue fundada en Londres en 1997 por los exproductores de Castle Comunications Terry Shand, Geoff Jempin y Julian Paul bajo el nombre de Eagle Rock Entertainment PLC. Nació con el fin de producir y remasterizar conciertos en vivo de grandes artistas de diversos géneros, pero desde el año 2000 han abarcado la producción de álbumes de estudio, documentales y varios registros audiovisuales.
Dentro de sus accionistas se encuentran empresas como BMG, Intel, Beringea, HG Capital, Edel AG, entre otras
Actualmente posee una casa matriz en Londres y oficinas en París, Hamburgo, Nueva York y Toronto.

## Divisiones y subsidiarias
Desde la década de los años 2000 la empresa creó los sellos discográficos Eagle Records y Armoury Records para producir material de audio de diversos artistas. Además, crearon Eagle Vision que junto con la subdivisión Eagle Rock Productions, producen, remasterizan, programan y publican material audiovisual ya sea DVD, Blu-ray, documentales en alta definición o en 3D. Por último, la división Eagle i-Music que está enfocada en la publicidad de nuevas bandas y encargada de la edición de audio.